# Université Rajabhat de Chiang Mai
L'université Rajabhat de Chiang Mai (en thaï : มหาวิทยาลัยราชภัฏเชียงใหม่ ; en anglais : Chiang Mai Rajabhat University ou CMRU) est une université publique thaïlandaise située à Chiang Mai, dans le nord du pays.